# Lake Buena Vista
Lake Buena Vista é uma cidade localizada no estado americano da Flórida, no condado de Orange. Foi incorporada em 1967. Abriga o Walt Disney World Resort junto da vizinha Bay Lake, e todos os terrenos da cidade são de propriedade da The Walt Disney Company.

## Geografia
De acordo com o United States Census Bureau, a cidade tem uma área de 8 km², onde 7,7 km² estão cobertos por terra e 0,3 km² por água.

### Localidades na vizinhança
O diagrama seguinte representa as localidades num raio de 16 km ao redor de Lake Buena Vista.

## Demografia
Segundo o censo nacional de 2010, a sua população é de 10 habitantes e sua densidade populacional é de 1,3 hab/km². É a localidade menos populosa do condado de Orange e a que, em 10 anos, teve a maior redução populacional do condado. Possui 5 residências, que resulta em uma densidade de 0,6 residências/km².